# Nagykunság

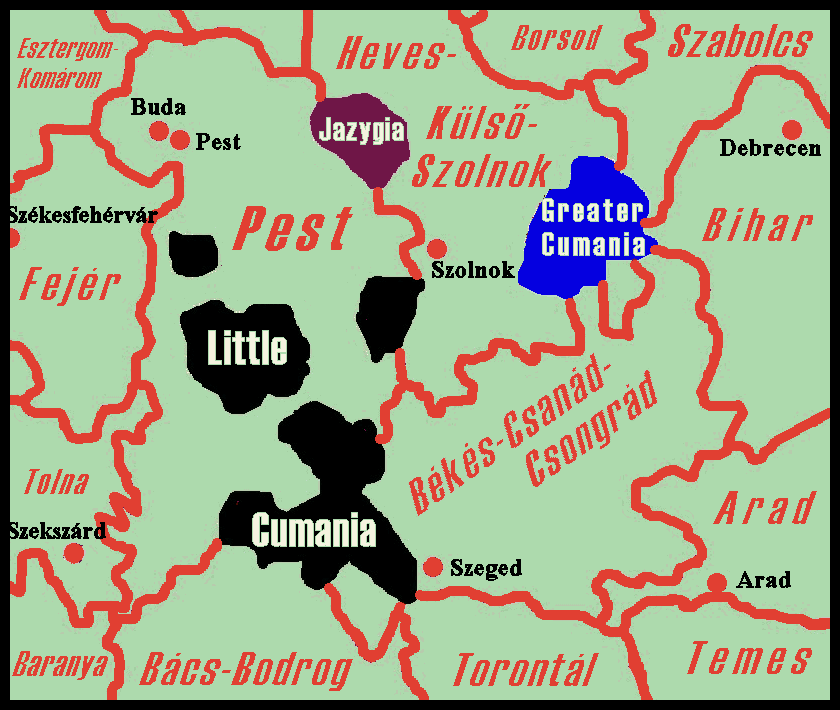
La Grande Cumania nel XVIII secolo

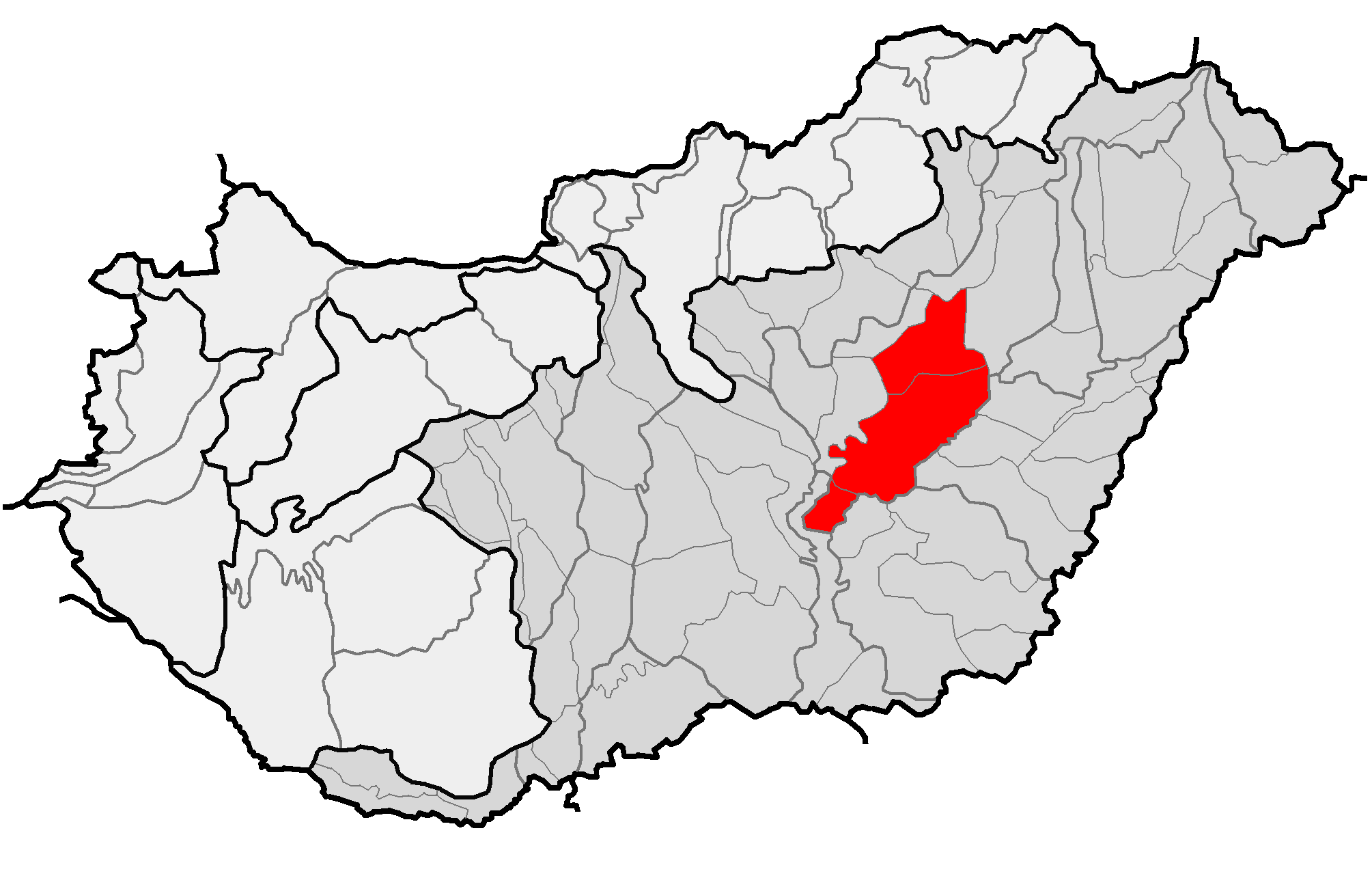
Posizione della Grande Cumania rispetto all'attuale Ungheria

La Nagykunság è una regione storica dell'Ungheria grande 1,196 km² posta nella contea di Jász-Nagykun-Szolnok tra Szolnok e Debrecen.  Il nome deriva da quello dei Cumani (conosciuti anche come Polovisani, dall'opera di Borodin Il principe Igor), una popolazione nomade turca fattasi ungherese nel XIII secolo (cfr. Kiskunság).